# Фесенко Костянтин Григорович
Фесенко Костянтин Григорович (нар. 22 травня 1947 р., Луганськ) — український політик. Народний депутат України 3 скликання: березень 2000 — квітень 2002 рр. — від СДПУ(О), № 21 у списку.

## Біографія

##### Освіта
Здобув освіту в Одеському електротехнічному інституті за фахом інженер радіомовлення та радіозв'язку, навчання закінчив у 1972 році.

###### Кар`єра
З вересня 1965 року працював радіомеханіком у радіоательє, м. Горлівка. З 1966 року став керівник підрозділу зв'язку воєнізованого гірничо-рятувального загону. З 1972 по 1973 рік служив у армії, після завршення служби знову повернувся до керування підрозділом зв'язку.
З 1974 року працював інженером інформаціно-обчислювального центру Горлівського хімзаводу. У 1977 році отримав підвещення до завідувача бюро інформаційно-обчислювального центру.
З 1981 року працював вибійником, з 1984 вибухівником шахти ім. Калініна, з 1987 по 1991 вибухівником шахти «Кочегарка», ВО «Артемвугілля».
З 1991 по 1995 займав посаду голови профспілки працівників вугільної промисловості України. У 1992 році був обраний віце-президентом профспілки об'єднання вугільників країн СНД.
З 1990 по 1994 займав посаду депутата Донецької облради та посаду народного депутата.
У 1993 році був обраний віце-президентом Міжнародної організації вугільників та енергетиків. Член Національної ради соціального партнерства, комітету Міжнародна організація праці тощо.
З 1995 по 1996 рік працював гірником управління якості на ВО «Артемвугілля», у 1996 вийшов на пенсію.
З серпня 1997 по 1999 рік був головою Донецької обласної організації СДПУ(о).
З грудня 1998 року був членом Політради СДПУ(О), з березня 1999 по 2002 рік займав посаду 1-го заступника секретаря Донецького ОК СДПУ(О). З травня 1999 по березень 2000 був членом Політбюро СДПУ(О). Член фракції СДПУ(О), березень 2000 року. Член Комітету з питань економічної політики, управління народним господарством, власності та інвестицій з квітня 2000 року.